# Komushisu Hōrudingusu
Komushisu Hōrudingusu (japanisch コムシスホールディングス株式会社 Komushisu Hōrudingusu kabushiki-gaisha, englisch Comsys Holdings Corporation) ist ein japanischer Baukonzern. Das Unternehmen hat sich auf den Bau von Telekommunikationseinrichtungen und sonstigen elektrischen Einrichtungen spezialisiert.
Der japanische Telekommunikationsanbieter Nippon Telegraph and Telephone (NTT) ist mit Abstand der wichtigste Kunde von Komushisu Hōrudingusu. Der eigens für diesen Kunden zugeschnittene Geschäftsbereich „NTT Engineering“ hatte im Geschäftsjahr 2017 einen Umsatzanteil von 55,2 % und umfasste Engineering-Dienstleistungen für Telekommunikationsanlagen, Facilitymanagement-Dienstleistungen und Instandhaltungs-Leistungen.